# Icariotis fulvicornis
Icariotis fulvicornis là một loài bọ cánh cứng trong họ Cerambycidae.